# 愛の落日
『愛の落日』（あいのらくじつ、The Quiet American）は、フィリップ・ノイス監督による2002年のアメリカ映画である。
原作はグレアム・グリーンの小説『おとなしいアメリカ人』であり、1958年の『静かなアメリカ人』につぐ、２回目の映画化である。

## キャスト
※括弧内は日本語吹き替え
- トーマス・ファウラー - マイケル・ケイン（大塚周夫）
- アルデン・パイル - ブレンダン・フレイザー（堀内賢雄）
- フォング - ドー・ハーイ・イエン（林真里花）
- ヴィゴット - ラデ・シェルベッジア（秋元羊介）
- ヒン - ツィ・マー（金尾哲夫）
- ジョー・チュニー - ロバート・スタントン（平川大輔）
- ビル・グランガー - ホームズ・オズボーン（長克巳）

## 受賞とノミネート
| 賞                   | 部門                    | 候補             | 結果       |
| -------------------- | ----------------------- | ---------------- | ---------- |
| アカデミー賞         | 主演男優賞              | マイケル・ケイン | ノミネート |
| 英国アカデミー賞     | 主演男優賞              | マイケル・ケイン | ノミネート |
| ゴールデングローブ賞 | 主演男優賞 (ドラマ部門) | マイケル・ケイン | ノミネート |